# Пименов, Артём Валерьевич
Артём Валерьевич Пименов (род. 19 мая 1996, Сарапул, Удмуртия) — российский хоккеист, нападающий.

## Биография
Начинал заниматься хоккеем в Сарапуле на дворовой коробке. В хоккейную школу попал в десять лет в посёлке Протасы Пермского края. Два сезона занимался в «Ижстали», в 2010 году перешёл в нефтекамский «Торос». В сезоне 2013/14 играл в команде МХЛ-Б «Батыр» Нефтекамск. В сезонах 2014/15 — 2015/16 выступал в команде МХЛ «Толпар» Уфа, с сезона 2016/17 — в «Торосе» (ВХЛ). 24 октября 2019 года в домашнем матче «Салавата Юлаева» против «Витязя» (2:1 ОТ) дебютировал в КХЛ. 4 июня 2020 года, 2 апреля 2022 года и 2 мая 2024 года продлевал контракт с клубом.